# 艾登·艾希莉
艾登·艾希莉（英語：Aiden Ashley，1990年2月28日—），是一名美國色情演員。

## 簡介
因對於色情演員職業的嚮往，踏入成人電影领域。
2009年，首次演出成人電影，便與莎莉絲特·史塔（Celeste Star）演出女女性行為。
曾自曝自己是一名雙性戀者，以及患有注意力缺陷過動症。

## 外部連結
- 官方网站
- Aiden Ashley在互联网电影资料库（IMDb）上的資料（英文）
- Aiden Ashley在網際網路成人電影資料庫
- Aiden Ashley的MySpace主頁
- Aiden Ashley的X（前Twitter）